# Åsbo sparbank
Åsbo sparbank var en svensk sparbank i Klippan 1860-1980.

## Historik
Banken inrättades 1860 i Åby (nuvarande Klippan) som Norra och Södra Åsbo härads sparbank för Norra Åsbo härad och Södra Åsbo härad.
Under senare halvan av 1800-talet grundades dessutom flera sockensparbanker inom häradena, inklusive i Björnekulla och Broby, Perstorp, Örkelljunga, Östra Ljungby, Oderljunga, Munka-Ljungby, Kvidinge, Riseberga och Åstorp. Dessutom fick Klippan ytterligare en sparbank när Sparbanken Klippan inledde sin verksamhet 1903. Senare tillkom sparbanker för Tåssjö och Färingtofta.
Områdets mångfald av sparbanker kvarstod fram till 1960-talet när en viss konsolidering genomfördes genom att bland annat Riseberga och Färingtofta sparbanker gick ihop.
År 1971 bildades Åsbo sparbank genom en större fusion av sparbanker i Klippans kommun, Åstorps kommun och Perstorps kommun. De deltagande sparbankerna var:
- Åsbo härads sparbank, grundad 1860.
- Perstorps sparbank, grundad 1873 som Perstorps sockens sparbank.[4]
- Östra Ljungby och Källna socknars sparbank, 1875.
- Oderljunga sparbank, öppnad den 1 februari 1876.[5] Hösten 1991 bestämde Sparbanken Skåne att kontoret i Oderljunga skulle läggas ner.[6]
- Kvidinge pastorats sparbank, 1884.
- Riseberga sparbank, öppnad 12 februari 1886.[7] Sammanslagen med Färingtofta sparbank 1965.
- Åstorps sparbank, reglemente stadfäst 19 december 1893. Etablerades som sparbank för Björnekulla och Västra Broby socken som ersättning för Björnekulla och Broby pastorats sparbank som då var under avveckling.[1]
- Sparbanken Klippan, reglemente godkänt 11 november 1903, öppnade 25 november 1903.[8]
- Färingtofta sparbank, grundad 1920, öppnad 7 april 1921.[7] Sammanslagen med Riseberga sparbank 1965. Kontoret avvecklades 1983.

Åsbo sparbank uppgick år 1980 i Sparbanken Västra Skåne. Den uppgick i sin tur i Sparbanken Skåne 1984 som numera är en del av Swedbank.
Den 29 mars 2018 stängde Swedbank kontoret i Perstorp, varefter den kommunen inte längre hade några bankkontor. Därefter fanns det fortsatt Swedbankkontor i Åstorp och Klippan.